# Младен Ръжанов
Младен Илиев Ръжанов е български общественик, представител на видно семейство в Червен бряг, приближено до Васил Левски.

## Биография
Роден в пиротското с. Височка Ръжана през първата половина на 19 век. Заради своеволия от османските власти на 15-годишна възраст се преселва в Тетевен заедно със семейството на по-възрастния си брат Янко Ръжанов – Късовеца.
Там Младен започва да учи дърводелски занаят. Жени се за тетевенката Цана Пейова (Цона Петрова), с която имат пет деца – Яна, Лазар, Петър, Пена и Сава, бъдещ довереник на Васил Левски и Ботев четник. Към 1858 г. семейството се мести временно в Орхание.
По-късно Ръжанови се установяват трайно в Червен бряг, където Янко притежава чифлик, а Младен купува къща, отваря дюкян и става търговец. Нареждат се сред големите и родолюбиви семейства в селцето. Левски разчита на тяхна подкрепа в революционната си дейност, а Сава Младенов лично го придружава при обиколките му в района. Съратници на Апостола в Плевенско са Яна, Лазар и други членове на рода Ръжанови.
На Лазар Ръжанов е кръстена улица в Червен бряг, а името на Сава Младенов носи Националната професионална гимназия по горско стопанство и дървообработване в Тетевен, като на лобното му място край града е изграден паметник.